# Manifestations de la place Shahbag en 2013
Les manifestations de la place Shahbag (dites également mouvement de Shahbag) ont commencé le 5 février 2013, à Dacca la capitale du Bangladesh, avec la pétition de la peine de mort pour Abdul Quader Molla et tous les autres criminels de guerre inculpés du fait de leurs actions durant la guerre de libération du Bangladesh de 1971. Le 5 février 2013, le tribunal international des crimes en 1971 a condamné Quader Mollah à la prison « à vie » pour 14 années. Il a été reconnu coupable de génocide, d'assassinat et de viol (dont le viol d'une mineure de 11 ans) pendant la guerre de libération,. Il a été également reconnu coupable par le tribunal d'être derrière une série de massacres à grande échelle. Les nombreuses atrocités perpétrées par Abdul Quader Mollah lui ont fait gagner le surnom du boucher de Mirpur(মিরপুরের কসাই). Le 5 février 2013, le tribunal international des crimes du Bangladesh a condamné Abdul Quader Mollah à la perpétuité d'après l’avoir déclaré coupable de 5 accusations sur 6 contre lui. Dans les heures suivant le verdict, le mécontentement de masse a éclaté au Bangladesh car la plupart des gens attendait la peine capitale,,. Les blogueurs et les cyberactivistes ont mobilisé l'opinion publique et organisé une manifestation de masse à l'intersection de Shahbag au cœur de la ville de Dacca. Des gens d'âge et de classes sociales variées ont participé spontanément à cette protestation et la manifestation a culminé sur la place Shahbag. Le carrefour de Shahbag est actuellement surnommé "Projonmo Chottor" (প্রজন্ম চত্বর)-La place des générations en français grâce à la participation forte de la nouvelle génération. L’événement est comparé avec les manifestations de la place Tahrir en Égypte. Des milliers des gens se sont installés là-bas tout au long de la journée et de la nuit demandant la peine capitale pour Abdul Quader Mollah, ils refusent de quitter la place sans avoir obtenu la peine capitale pour les criminels de guerre.
Les manifestants cherchaient à faire juger les auteurs des massacres perpétrés lors de la guerre de libération du Bangladesh en 1971, une mesure qui était largement considérée comme visant les islamistes radicaux. Les protestations ont été combattues par des groupes islamiques, qui ont organisé des contre-marches sous la bannière d'un groupe nouvellement formé appelé Hefazat-e-Islam Bangladesh.

## Contexte historique
En 1971, le Bangladesh faisait partie de la république islamique du Pakistan, sous le nom de Pakistan oriental. La mobilisation de la place Shahbag trouve son origine dans la guerre de libération du Bangladesh en 1971 où le Pakistan oriental a combattu contre l'ouest et gagné l'indépendance après des combats durant 9 mois. Le conflit armé s'est terminé lors de la formation de la république populaire du Bangladesh comme un pays libre, indépendant et laïque. De nombreux crimes de guerre ont été commis par les militaires pakistanais pendant la guerre. Le conflit aurait entrainé 3 millions de morts, 250 000 viols de femmes et plus de 10 millions de réfugiés,,,,.
Un groupe de paramilitaires nommés les Razakars d'après l'ordonnance Razakar promulguée en mai 1971 par le Gouverneur du Pakistan oriental, général de corps d'armée Tikka Khan. Cette ordonnance a stipulé la création d'une force volontaire qui a aidé les soldats du Pakistan oriental à commettre des crimes contre les bangladais. Le terme Razakar (رضا کار) est un mot ourdou mais c'est devenu un terme honteux dans la langue bangla à cause des actes de trahison contre les concitoyens.
La majorité du peuple du Pakistan Occidental a soutenu et participé à la guerre pour libérer le pays, mais un petit pourcentage de pro-Pakistanais, dont les membres de partis politiques Islamistes, particulièrement le Jamaat-e-Islami (JEI) et des étudiants de l'Islami Chatra Sangha (ICS), Muslim League, Pakistan Democratic Party (PDP) Council Muslim League, Nejam-e-Islami ont participé à l'occupation du Pakistan en vue d’empêcher la formation du Bangladesh comme un État indépendant. La plupart de ces personnes se sont engagés dans les atrocités menées par les Pakistanais. Les membres appartenant à l'Islami Chatra Sangha étaient appelés Al-Badr, ceux des Jamaat-e-Islami, Muslim League, Nizam-e-Islami, Al-Shams, les Biharis parlant ourdou étaient appelés Moudjahidine.

## Verdicts
Abdul Quader Mollah, le plus jeune des criminels de guerre qui a été jugé coupable, avait une « accusation formelle » déposée par l'Accusation le 18 décembre 2011 dans la forme de pétition comme l'exigée dans l'article 9 (1) de la Loi de 1073 contre l'accusé Abdul Quader Mollah. Le 5 février 2013, relative aux crimes internationaux Tribunal (Bangladesh) a constaté Mollah coupable de crimes contre l'humanité pendant la guerre d'indépendance du Bangladesh en 1971.
Mollah a été inculpé des faits suivants :
- 1 L'assassinat de Pallab
- 2 Le meurtre du poète Meherunnesa, sa mère et ses deux frères
- 3 Le meurtre de Khandoker Abu Taleb
- 4 L'assassinat de Ghatar Char et Bhawal Khan Bari
- 5 Le meurtre de masse d'Alubdi (344 personnes)
- 6 Le meurtre et le viol de la famille de Hazrat Ali.

Mollah a été reconnu coupable de toutes les accusations précitées comme charges sauf le numéro 4. Le verdict a été la prison à perpétuité dans deux cas (charges 5 et 6) et une condamnation en prison de 15 an (charges 1, 2 et 3).
Le veille du verdict, Jamaat-e-Islami le parti politique Islamiste et fondamentaliste dont Abdul Quader Mollah est un des chefs politique, a annoncé une grève de l'aube au coucher de soleil partout dans le pays, pour protester contre son procès et le verdict imminent. En même temps, les gens du Bangladesh étaient tout à fait déçu par ce verdict, le considérant trop clément et injustifié,. À la suite du verdict, il y a eu beaucoup de publications sur Facebook, Twitter et blogues dénonçant le jugement et demandant la Peine de mort pour Mollah.

## Demandes
- Demander la peine de mort pour Abdul Quader Mollah[2],[20],[21].
- Demander la peine de mort pour tous les criminels de guerre[22],[23],[24].
- Interdire Jamaat de la politique[1],[22].
- Boycotter tous les institutions de Jamaat[25]

### Le serment du mouvement de Shahbag
« On jure que la direction dirigée par le peuple commun du Gonojagaran Mancha (programme politigue du soulèvement) continuera le mouvement de Teknaf à jusqu'au jour où la peine de mort est transmise aux Razakar et membres de Al-Badr qui ont commis des crimes contre l'humanité, par exemple le génocide et le viol en 1971. On jure qu'on restera vocal sur les rues, ainsi que sur internet jusqu'à la politique des criminels de guerre Jamaat-Shibir n'est pas interdite et la nationalité de ses membres ne sont pas annulées. On jure également qu'on continuera cette démonstration demandant le procès juridique sous un tribunal spéecial des activistes des Razakars et Al-Badr qui ont été condamnés et sous le procès juridique, mais étaient libérés après 1975. On jure qu'on va boycotter les institutions économiques des criminels de guerre-- Islami Bank, Ibn Sina, Focus, Retina et les autres différents centres d'éducation secondaire. On sait que par ces institutions ils récupèrent de l'argent pour continuer l'activisme de anti-libération. On va aussi boycotter les organisations académiques and culturelles par qu'ils propagent les sentiments de anti-libération parmi les enfants. En bref, on va travailler pour interdire toutes les affaires, les organisations sociales et culturelles qui appartiennent aux activistes de Razakars et Al-Badr. On jure qu'on va continuer avec nos demandes de la punition stricte de Jamaat et Shibir, qui ont commis des crimes de la sédition par nous menacer de la guerre civile, après avoir les arrêter immédiatement et les identifier avec l'aide des clips vidéos et les images dans les journaux. On jure qu'on va boycotter les médias de communication des criminels de guerre, par exemple Diganta Television, Daily Naya Diganta, Amar Desh, The Daily Sangram, Sonar Bangla Blog. On ne s'abonnera pas aux journaux des criminels de guerre dans les bureaux ou les maisons. En même temps, on fait la demande aux médias de masse pour boycotter les criminels de guerre et leurs complices. »

## Couverture par les médias internationaux
BBC, CNN, Yahoo! Nouvelles, Reuters, Al Jazeera, et d'autres ont publié des nouvelles de ce mouvement sur leurs sites respectifs.

## Réactions des Bangladais vivant dans les pays étrangers
Des Bangladais à travers le monde se réunissent dans des manifestations spontanées contre le verdict des criminels de guerre de 1971
Manifestations de solidarité sont en cours et planifiées et organisées en France, en Australie, le Canada, l'Allemagne, l'Italie, la Malaisie, la Corée du Sud, la Suède, la Thaïlande et le Royaume-Uni et en Alabama, Arkansas, Californie, Denver, la Floride, l'Illinois, l'Indiana, le Kansas, la Louisiane, le Massachusetts, le Michigan, le Minnesota, le Missouri, le New Jersey, Nouveau-Mexique, New York, Caroline du Nord, Ohio, Oklahoma, Pennsylvanie, Caroline du Sud, Tennessee, Texas.